# Papa Esteve I
Esteve I va ser Papa de l'Església Catòlica entre els anys 254 i 257.

## Biografia

### Orígens
Els catàlegs antics diuen que Esteve era d'origen romà, fill de Joví. El Liber Pontificalis afirma que poc abans del martiri de Luci I, aquest va confiar l'Església al seu ardiaca, és a dir Esteve. Una afirmació que fou considerada certa per Horace Mann a la Catholic Encyclopedia.

### Pontificat
En termes generals, i malgrat els dubtes cronològics, es considera que Esteve I fou consagrat com a bisbe de Roma el 12 de maig del 254, i ocupà el càrrec fins a la seva mort el 2 d'agost del 257.
El bisbe Cebrià de Cartago defensava que si tornaven a l'Església, els heretges havien de ser batejats de nou, tal com ho afirmaren els sínodes celebrats a Cartago els anys 255 i 256. Esteve I adreçà una carta a Cebrià condemnant la pràctica dels segons baptismes; com que Cebrià va mantenir les seves postures, s'arribà a una ruptura entre les comunitats de Roma i Cartago, que no va resoldre's pas fins mort Esteve I.
Se li coneixen dues epístoles que no s'han conservat:
1. Ad Cyprianum
2. Ad Episcopos Orientales contra Helenum et Firmilianum

### Mort
Tradicionalment s'ha considerat màrtir a Esteve i és venerat com a sant. Però aquesta informació és dubtosa. Fou enterrat en la catacumba de Sant Calixt, Les seves restes van ser traslladades a un monestir en el seu honor fundat per Pau I.